# Плавання на літніх Олімпійських іграх 1996
Змагання з плавання на літніх Олімпійських іграх 1996 в Атланті (США) відбулися в Центрі водних видів спорту Джорджия-Тек. Змагалися 762 спортсмени зі 117 країн.
Під час змагань встановлено 4 світові рекорди і 13 олімпійських.

## Таблиця медалей
| Місце                | Країна                | Золото | Срібло | Бронза | Загалом |
| -------------------- | --------------------- | ------ | ------ | ------ | ------- |
| 1                    | США (USA)             | 13     | 11     | 2      | 26      |
| 2                    | Росія (RUS)           | 4      | 2      | 2      | 8       |
| 3                    | Угорщина (HUN)        | 3      | 1      | 2      | 6       |
| 4                    | Ірландія (IRL)        | 3      | 0      | 1      | 4       |
| 5                    | Австралія (AUS)       | 2      | 4      | 6      | 12      |
| 6                    | ПАР (RSA)             | 2      | 0      | 1      | 3       |
| 7                    | Нова Зеландія (NZL)   | 2      | 0      | 0      | 2       |
| 8                    | Китай (CHN)           | 1      | 3      | 2      | 6       |
| 9                    | Бельгія (BEL)         | 1      | 0      | 0      | 1       |
| 9                    | Коста-Рика (CRC)      | 1      | 0      | 0      | 1       |
| 11                   | Німеччина (GER)       | 0      | 5      | 7      | 12      |
| 12                   | Бразилія (BRA)        | 0      | 1      | 2      | 3       |
| 12                   | Канада (CAN)          | 0      | 1      | 2      | 3       |
| 14                   | Велика Британія (GBR) | 0      | 1      | 1      | 2       |
| 14                   | Куба (CUB)            | 0      | 1      | 1      | 2       |
| 16                   | Фінляндія (FIN)       | 0      | 1      | 0      | 1       |
| 16                   | Швеція (SWE)          | 0      | 1      | 0      | 1       |
| 18                   | Нідерланди (NED)      | 0      | 0      | 2      | 2       |
| 19                   | Італія (ITA)          | 0      | 0      | 1      | 1       |
| Загалом (19 збірних) | Загалом (19 збірних)  | 32     | 32     | 32     | 96      |

## Медальний залік

### Чоловіки
| Дисципліни                      | Золото | Золото       | Срібло | Срібло   | Бронза | Бронза   |
| ------------------------------- | --- | ------------ | --- | -------- | --- | -------- |
| 50 м вільним стилем             | Олександр Попов (RUS)                                                                                                 | 22.13        | Ґері Голл-молодший (USA) | 22.26    | Фернандо Шерер (BRA)                                                                                            | 22.29    |
| 100 м вільним стилем            | Олександр Попов (RUS)                                                                                                 | 48.74        | Ґері Голл-молодший (USA) | 48.81    | Густаво Боржес (BRA)                                                                                            | 49.02    |
| 200 м вільним стилем            | Деньйон Лоудер (NZL)                                                                                                  | 1:47.63      | Густаво Боржес (BRA) | 1:48.08  | Денієл Ковалскі (AUS)                                                                                           | 1:48.25  |
| 400 м вільним стилем            | Деньйон Лоудер (NZL)                                                                                                  | 3:47.97      | Пол Палмер (GBR) | 3:49.00  | Денієл Ковалскі (AUS)                                                                                           | 3:49.39  |
| 1500 м вільним стилем           | Кірен Перкінс (AUS)                                                                                                   | 14:56.40     | Денієл Ковалскі (AUS) | 15:02.43 | Грем Сміт (GBR)                                                                                                 | 15:02.48 |
| 100 м на спині                  | Джефф Раус (USA) | 54.10        | Родольфо Фалькон (CUB) | 54.98    | Нейссер Бент (CUB)                                                                                              | 55.02    |
| 200 м на спині                  | Бред Бріджвотер (USA)                                                                                                 | 1:58.54      | Тріпп Швенк (USA) | 1:58.99  | Емануеле Мерізі (ITA)                                                                                           | 1:59.18  |
| 100 м брасом                    | Фредерік Дебергґреве (BEL)                                                                                            | 1:00.65      | Джеремі Лінн (USA) | 1:00.77  | Марк Варнеке (GER)                                                                                              | 1:01.33  |
| 200 м брасом                    | Норберт Рожа (HUN) | 2:12.57      | Карой Гюттлер (HUN) | 2:13.03  | Андрій Корнєєв (RUS)                                                                                            | 2:13.17  |
| 100 м батерфляєм                | Денис Панкратов (RUS)                                                                                                 | 52.27 (WR)   | Скотт Міллер (AUS) | 52.53    | Владислав Куликов (RUS)                                                                                         | 53.13    |
| 200 м батерфляєм                | Денис Панкратов (RUS)                                                                                                 | 1:56.51      | Том Малчов (USA) | 1:57.44  | Скотт Ґудмен (AUS)                                                                                              | 1:57.48  |
| 200 м комплексом                | Аттіла Цене (HUN) | 1:59.91 (OR) | Яні Сієвінен (FIN) | 2:00.13  | Кертіс Майден (CAN)                                                                                             | 2:01.13  |
| 400 м комплексом                | Том Долан (USA) | 4:14.90      | Ерік Намеснік (USA) | 4:15.25  | Кертіс Майден (CAN)                                                                                             | 4:16.28  |
| Естафета 4×100 м вільним стилем | США (USA) Джон Олсен Джош Девіс Бред Шумейкер Ґері Голл-молодший Девід Фокс* Скотт Такер*                             | 3:15.41 (OR) | Росія (RUS) Роман Єгоров Олександр Попов Володимир Предкін Володимир Пишненко Денис Піманков*                                       | 3:17.06  | Німеччина (GER) Хрістіан Треґер Бенґт Цікарскі Б'єрн Цікарскі Марк Пінґер Александер Людеріц*                   | 3:17.20  |
| Естафета 4×200 м вільним стилем | США (USA) Джош Девіс Джо Г'юдепол Бред Шумейкер Раян Берубе Джон Олсен*                                               | 7:14.84      | Швеція (SWE) Крістер Валлін Андерс Гольмертц Ларс Фреландер Андерс Люрбрінг                                                         | 7:17.56  | Німеччина (GER) Аймо Гайльманн Хрістіан Келлер Хрістіан Треґер Штеффен Цеснер Костянтин Дубровін* Олівер Лампе* | 7:17.71  |
| Естафета 4×100 м комплексом     | США (USA) Джефф Раус Джеремі Лінн Марк Гендерсон Ґері Голл-молодший Джош Девіс* Курт Ґроут* Джон Гарґіс* Тріпп Швенк* | 3:34.84 (WR) | Росія (RUS) Володимир Сельков Станіслав Лопухов Денис Панкратов Олександр Попов Роман Івановський* Владислав Куликов* Роман Єгоров* | 3:37.55  | Австралія (AUS) Стівен Дьюїк Філ Роджерс Скотт Міллер Майкл Клім Тобі Генен*                                    | 3:39.56  |

* Плавці, що взяли участь лише в попередніх запливах і одержали медалі.

### Жінки
| Дисципліни                      | Золото | Золото       | Срібло | Срібло  | Бронза                                                                                           | Бронза  |
| ------------------------------- | --- | ------------ | --- | ------- | ------------------------------------------------------------------------------------------------ | ------- |
| 50 м вільним стилем             | Емі Ван Дікен (USA) | 24.87        | Ле Цзін'ї (CHN)                                                                                            | 24.90   | Зандра Фелкер (GER)                                                                              | 25.14   |
| 100 м вільним стилем            | Ле Цзін'ї (CHN) | 54.50 (OR)   | Зандра Фелкер (GER)                                                                                        | 54.88   | Анджел Мартіно (USA)                                                                             | 54.93   |
| 200 м вільним стилем            | Клаудія Полл (CRC) | 1:58.16      | Францишка ван Альмсік (GER)                                                                                | 1:58.57 | Даґмар Газе (GER)                                                                                | 1:59.56 |
| 400 м вільним стилем            | Мішель Сміт (IRL) | 4:07.25      | Даґмар Газе (GER)                                                                                          | 4:08.30 | Кірстен Влігейс (NED)                                                                            | 4:08.70 |
| 800 м вільним стилем            | Брук Беннетт (USA) | 8:27.89      | Даґмар Газе (GER)                                                                                          | 8:29.91 | Кірстен Влігейс (NED)                                                                            | 8:30.84 |
| 100 м на спині                  | Бет Ботсфорд (USA) | 1:01.19      | Вітні Геджпет (USA)                                                                                        | 1:01.47 | Маріанне Кріл (RSA)                                                                              | 1:02.12 |
| 200 м на спині                  | Крістіна Егерсегі (HUN) | 2:07.83      | Вітні Геджпет (USA)                                                                                        | 2:11.98 | Кетлін Рунд (GER)                                                                                | 2:12.06 |
| 100 м брасом                    | Пенелопе Гейнс (RSA) | 1:07.73      | Аманда Бірд (USA)                                                                                          | 1:08.09 | Саманта Райлі (AUS)                                                                              | 1:09.18 |
| 200 м брасом                    | Пенелопе Гейнс (RSA) | 2:25.41 (OR) | Аманда Бірд (USA)                                                                                          | 2:25.75 | Агнеш Ковач (HUN)                                                                                | 2:26.57 |
| 100 м батерфляєм                | Емі Ван Дікен (USA) | 59.13        | Лю Лімінь (CHN)                                                                                            | 59.14   | Анджел Мартіно (USA)                                                                             | 59.23   |
| 200 м батерфляєм                | Сьюзі О'Нілл (AUS) | 2:07.76      | Петрія Томас (AUS)                                                                                         | 2:09.82 | Мішель Сміт (IRL)                                                                                | 2:09.91 |
| 200 м комплексом                | Мішель Сміт (IRL) | 2:13.93      | Маріенн Лімперт (CAN)                                                                                      | 2:14.35 | Лінь Лі (CHN)                                                                                    | 2:14.74 |
| 400 m individual medley         | Мішель Сміт (IRL) | 4:39.18      | Еллісон Ваґнер (USA)                                                                                       | 4:42.03 | Крістіна Егерсегі (HUN)                                                                          | 4:42.53 |
| Естафета 4×100 м вільним стилем | США (USA) Анджел Мартіно Емі Ван Дікен Кетрін Фокс Дженні Томпсон Ліза Джейкоб* Мелані Валеріо*                            | 3:39.29 (OR) | Китай (CHN) Ле Цзін'ї Чао На Нянь Юнь Шань Їн                                                              | 3:40.48 | Німеччина (GER) Зандра Фелкер Зімоне Озіґус Антьє Бушшульте Францишка ван Альмсік Майке Фрайтаґ* | 3:41.48 |
| Естафета 4×200 м вільним стилем | США (USA) Тріна Джексон Крістіна Тойшер Шейла Таорміна Дженні Томпсон Ліза Джейкоб* Аннетт Салмін* Ешлі Вітні*             | 7:59.87 (OR) | Німеччина (GER) Францишка ван Альмсік Керстін Кільґас Анке Шольц Даґмар Газе Майке Фрайтаґ* Зімоне Озіґус* | 8:01.55 | Австралія (AUS) Джулія Ґревілл Нікол Стівенсон Емма Джонсон Сьюзі О'Нілл Ліз Мекі*               | 8:05.47 |
| Естафета 4×100 м комплексом     | США (USA) Бет Ботсфорд Аманда Бірд Анджел Мартіно Емі Ван Дікен Кетрін Фокс* Вітні Геджпет* Крістін Куанс* Дженні Томпсон* | 4:02.88      | Австралія (AUS) Нікол Стівенсон Саманта Райлі Сьюзі О'Нілл Сара Раян Гелен Денмен* Енджела Кеннеді*        | 4:05.08 | Китай (CHN) Чень Янь Хань Сюе Цай Хуейцзюе Шань Їн                                               | 4:07.34 |

* Плавці, що взяли участь лише в попередніх запливах і одержали медалі.

## Встановлені на Олімпійських іграх світові та олімпійські рекорди
Нотатка: будь-який світовий рекорд водночас означає і олімпійський

### Чоловіки
| Дисципліна                      | Дата     | Раунд               | Ім'я                                                                                        | Країна          | Час     | Рекорд |  |
| ------------------------------- | -------- | ------------------- | ------------------------------------------------------------------------------------------- | --------------- | ------- | ------ |  |
| 100 м брасом                    | 20 липня | Попередній заплив 6 | Фредерік Дебергґреве                                                                        | Бельгія (BEL)   | 1:00.60 | WR     |  |
| 100 м батерфляєм                | 24 липня | Попередній заплив 7 | Скотт Міллер                                                                                | Австралія (AUS) | 52.89   | OR     |  |
| 100 м батерфляєм                | 24 липня | Фінал A             | Денис Панкратов                                                                             | Росія (RUS)     | 52.27   | WR     |  |
| 200 м комплексом                | 25 липня | Фінал A             | Аттіла Цене                                                                                 | Угорщина (HUN)  | 1:59.91 | OR     |  |
| Естафета 4x100 м вільним стилем | 23 липня | Фінал               | Джон Олсен (49.94) Джош Девіс (49.00) Бред Шумейкер (49.02) Ґері Голл-молодший (47.45)      | США (USA)       | 3:15.41 | OR     |  |
| Естафета 4x100 м комплексом     | 26 липня | Фінал               | Джефф Раус (53.95) Джеремі Лінн (1:00.32) Марк Гендерсон (52.39) Ґері Голл-молодший (48.18) | США (USA)       | 3:34.84 | WR     |  |

### Жінки
| Дисципліна                      | Дата     | Раунд               | Ім'я                                                                                                | Країна      | Час     | Рекорд |  |
| ------------------------------- | -------- | ------------------- | --------------------------------------------------------------------------------------------------- | ----------- | ------- | ------ |  |
| 100 м вільним стилем            | 20 липня | Фінал A             | Ле Цзін'ї                                                                                           | Китай (CHN) | 54.50   | OR     |  |
| 100 м брасом                    | 21 липня | Попередній заплив 6 | Пенні Гейнс                                                                                         | ПАР (RSA)   | 1:07.02 | WR     |  |
| 200 м брасом                    | 23 липня | Попередній заплив 4 | Пенні Гейнс                                                                                         | ПАР (RSA)   | 2:26.63 | OR     |  |
| 200 м брасом                    | 23 липня | Фінал A             | Пенні Гейнс                                                                                         | ПАР (RSA)   | 2:25.41 | OR     |  |
| Естафета 4x100 м вільним стилем | 22 липня | Фінал               | Анджел Мартіно (55.34) Емі Ван Дікен (53.91) Кетрін Фокс (55.93) Дженні Томпсон (54.11)             | США (USA)   | 3:39.29 | OR     |  |
| Естафета 4x200 м вільним стилем | 25 липня | Попередній заплив 2 | Ліза Джейкоб (2:01.31) Ешлі Вітні (2:01.77) Шейла Таорміна (2:00.57) Аннетт Салмін (2:01.34)        | США (USA)   | 8:04.99 | OR     |  |
| Естафета 4x200 м вільним стилем | 25 липня | Фінал               | Тріна Джексон (1:59.71) Крістіна Тойшер (1:58.86) Шейла Таорміна (2:01.29) Дженні Томпсон (1:56.83) | США (USA)   | 7:59.87 | OR     |  |

## Країни-учасниці
Змагалися 762 плавці зі 117-ти країн.
- Алжир  (1)
- Андорра  (2)
- Ангола  (1)
- Аргентина  (7)
- Вірменія  (1)
- Австралія  (33)
- Австрія  (4)
- Азербайджан  (1)
- Багамські Острови  (1)
- Барбадос  (2)
- Бангладеш  (1)
- Бельгія  (4)
- Білорусь  (10)
- Болівія  (2)
- Боснія і Герцеговина  (2)
- Бразилія  (10)
- Болгарія  (1)
- Камбоджа  (2)
- Канада  (27)
- Чилі  (1)
- Китай  (21)
- Китайський Тайбей  (8)
- Колумбія  (5)
- Республіка Конго  (2)
- Коста-Рика  (3)
- Хорватія  (11)
- Куба  (3)
- Кіпр  (2)
- Чехія  (10)
- Данія  (10)
- Домініка  (1)
- Еквадор  (5)
- Єгипет  (2)
- Сальвадор  (2)
- Естонія  (1)
- Фіджі  (2)
- Фінляндія  (12)
- Франція  (25)
- Німеччина  (28)
- Велика Британія  (28)
- Греція  (8)
- Гуам  (2)
- Гватемала  (2)
- Гаїті  (1)
- Гондурас  (1)
- Гонконг  (3)
- Угорщина  (21)
- Ісландія  (3)
- Індія  (2)
- Індонезія  (1)
- Іран  (1)
- Ірландія  (5)
- Ізраїль  (4)
- Італія  (14)
- Ямайка  (1)
- Японія  (27)
- Йорданія  (2)
- Казахстан  (7)
- Киргизстан  (12)
- Кувейт  (3)
- Латвія  (4)
- Литва  (8)
- Північна Македонія  (4)
- Мадагаскар  (2)
- Мальдіви  (1)
- Малайзія  (5)
- Мальта  (1)
- Молдова  (5)
- Маврикій  (2)
- Мексика  (2)
- Монако  (1)
- Мозамбік  (1)
- Намібія  (2)
- Непал  (2)
- Нідерланди  (20)
- Нідерландські Антильські острови  (1)
- Нова Зеландія  (14)
- Нікарагуа  (1)
- Норвегія  (5)
- Оман  (1)
- Пакистан  (1)
- Панама  (2)
- Парагвай  (2)
- Перу  (2)
- Філіппіни  (2)
- Польща  (11)
- Португалія  (12)
- Пуерто-Рико  (7)
- Румунія  (14)
- Росія  (30)
- Сан-Марино  (1)
- Сербія і Чорногорія  (4)
- Сейшельські Острови  (1)
- Сьєрра-Леоне  (1)
- Сінгапур  (5)
- Словенія  (5)
- Словаччина  (3)
- ПАР  (7)
- Південна Корея  (20)
- Іспанія  (18)
- Суринам  (4)
- Свазіленд  (1)
- Швеція  (18)
- Швейцарія  (5)
- Сирія  (1)
- Таїланд  (6)
- Тринідад і Тобаго  (2)
- Туреччина  (4)
- Україна  (13)
- США  (44)
- Американські Віргінські Острови  (1)
- Об'єднані Арабські Емірати  (1)
- Уругвай  (2)
- Узбекистан  (6)
- Венесуела  (7)
- В'єтнам  (2)
- Зімбабве  (1)